# 8. SS-Kavallerie-Division Florian Geyer
8. SS-Kavallerie-Division Florian Geyer var en tysk Waffen-SS-division. Den uppkallades efter den tyske bondeledaren Florian Geyer och föregicks av SS-Kavallerie-Brigade. Divisionen bestod till stor del av rumänska volksdeutsche. I mars 1944 överfördes ett av divisionens regementen, SS-Kavallerie Regiment 17 för att bilda 22. SS-Freiwilligen-Kavallerie-Division.
I samband med partisanbekämpning på östfronten begick divisionen talrika krigsförbrytelser.

## Historia
Kavalleriet var av tradition aktat inom den tyska försvarsmakten och även SS ville ha kavalleriavdelningar. År 1939 sattes de första kavalleriavdelningarna upp i SS-Totenkopf-Standarten, vars uppgift var att tillhandahålla ryttarutbildning, men som hade även polisiära uppgifter. Under sommaren 1941 samlades alla kavalleriavdelningarna i en enhet: SS-Kavallerie-Brigade.
På östfronten tjänstgjorde brigaden oftast vid fronten, men i dess uppgifter ingick även patrullering av de bakre områdena. I juni 1942 uppgraderades brigaden till en division i och med tillskottet av 9 000 Volksdeutsche. Divisionen fortsatte att strida på östfronten och användes bland annat till att rensa upp sovjetiska motståndsfickor. 
I januari 1943 beordrades divisionens reserv- och utbildningsbataljon till Warszawa för att hjälpa till att slå ner upproret i det judiska ghettot. Resten av divisionen fortsatte sina uppgifter på östfronten. Under våren förändrades emellertid divisionens uppdrag till att i stort sett uteslutande handla om operationer i de bakre områdena. Den blev en effektiv antipartisanenhet eftersom den var hästburen och därför kunde ta sig fram i terräng som de motoriserade enheterna hade svårt att hantera. Denna otillgängliga terräng användes flitigt av partisaner på grund av dess naturliga skydd, men i och med  8. SS-Kavallerie-Divisions allt aktivare roll fick partisanerna betydande svårigheter. Divisionen var dock inte rakt igenom var hästburen. Pansarbilar och motorcyklar ingick i spaningsbataljonen och pansarvärnskanonvagnar i pansarvärnsbataljonen. Dessutom ingick lastbilar för transport.
Under hösten 1943 förflyttades divisionen till Kroatien för att återhämta sig innan den fortsatte med sina antipartisanaktioner. I mars 1944 delades divisionen upp i mindre enheter och användes över ett stort geografiskt område: Balkan, Ungern och Polen. Den 12 mars fick divisionen hederstiteln Florian Geyer.
I april 1944 sändes ett av Florian Geyers regementen, SS-Kavallerie-Regiment 17, till Ungern för att där utgöra kärnan i en ny kavalleridivision,  22. SS-Freiwilligen-Kavallerie-Division. 
I november samma år förflyttades Florian Geyer till Budapest för att vara en del av stadens garnison. Staden omringades snart av sovjetiska styrkor och intensiva strider följde. Den 11 februari 1945 gjordes ett utbrytningsförsök. 784 tyska soldater kom igenom, varav 170 tillhörde Florian Geyer. Resten antingen stupade eller blev tillfångatagna. 8. SS-Kavallerie-Division "Florian Geyer" utplånades i dessa strider. De fåtaliga soldater som lyckades ta sig ut överfördes till den nyuppsatta 37. SS-Freiwilligen-Kavallerie-Division Lützow. 
| Namn                                    | datum                    |
| --------------------------------------- | ------------------------ |
| SS-Kavallerie-Brigade                   | augusti 1941 - juni 1942 |
| SS-Kavallerie-Division                  | juni 1942 - oktober 1942 |
| 8. SS-Kavallerie-Division               | oktober 1942 - mars 1944 |
| 8. SS-Kavallerie-Division Florian Geyer | mars 1944 - maj 1945     |

## Befälhavare
Divisionschefer:
- SS-Standartenführer Hermann Fegelein: 1 september 1941 — maj 1942
- SS-Brigadeführer und Generalmajor der Waffen-SS Wilhelm Bittrich: maj 1942 — 15 februari 1943
- SS-Standartenführer Fritz Freitag: 15 februari 1943 — 19 april 1943
- SS-Brigadeführer und Generalmajor der Waffen-SS Hermann Fegelein: 19 april 1943 — 14 maj 1943
- SS-Gruppenführer und Generalleutnant der Waffen-SS und Polizei Bruno Streckenbach: 13 september 1943 — 22 oktober 1943
- SS-Gruppenführer und Generalleutnant der Waffen-SS Hermann Fegelein: 22 oktober 1943 — 1 december 1944
- SS-Gruppenführer und Generalleutnant der Waffen-SS und Polizei Bruno Streckenbach: 10 januari 1944 — 14 april 1944
- SS-Oberführer Gustav Lombard: 14 april 1944 — 1 juli 1944
- SS-Brigadeführer und Generalmajor der Waffen-SS Joachim Rumohr: 1 juli 1944 — 11 februari 1945

## Numerär styrka
- December 1942 – 10 879 man
- December 1943 – 9 326 man
- Juni 1944 – 12 895 man
- December 1944 – 13 000 man